# 由良川パーキングエリア
由良川パーキングエリア（ゆらがわパーキングエリア）は、京都府舞鶴市字地頭小字平迫にある、京都縦貫自動車道のパーキングエリアである。

## 概要
当PAは、上下線とも道路の東側に位置し、上り線施設へは本線をオーバークロスして利用する構造になっており、施設は駐車場を除き、上下線から相互利用が可能となっている。

## 歴史
- 1990年度（平成2年度） : 京都縦貫自動車道の綾部宮津道路が事業化[1][2]。
- 1998年（平成10年）3月8日 : 舞鶴大江IC - 綾部JCT間の開通に伴い供用開始[1]。
- 2015年（平成27年）1月31日 : トイレがリニューアル[3]。

## 施設
- 3月から12月までの土日および祝日の8:30 - 12:30までの間、直売所を設け、地元産新鮮野菜や、加工品、弁当などを販売している[4][5]。

### 上り線（宮津天橋立方面）
- 駐車場[6]
  - 大型 6台
  - 小型 30台
  - 車椅子用 2台
- トイレ[6]
  - 男性 大2（和式0、洋式2）、小3
  - 女性 5（和式1、洋式4）
  - 車椅子用 1
- 自動販売機

### 下り線（綾部・大山崎方面）
- 駐車場[6]
  - 大型 4台
  - 小型 20台
  - 車椅子用 2台
- トイレ[6]
  - 男性 大2（和式0、洋式2）、小3
  - 女性 5（和式1、洋式4）
  - 車椅子用 1
- 自動販売機

## 隣
E9 京都縦貫自動車道（綾部宮津道路）
(2)舞鶴大江IC - 由良川PA - (3)綾部JCT